# Hedwig Blesi
Hedwig Blesi (* 21. Dezember 1869 in Zürich; † 2. Januar 1923 ebenda) war eine Schweizer Erzieherin und Mundart-Schriftstellerin.

## Leben
Hedwig Blesi war die Tochter des Tanzlehrers Johann Jakob Blesi (* 17. Oktober 1819 in Mitlödi; † 12. März 1876 in Zürich) und dessen Ehefrau Anna Elise (geb. Widmer) (* 5. Februar 1846 in Hottingen bei Zürich; † 12. August 1928 in Zürich), die als Hebamme tätig war; sie hatte zwei Geschwister. Zeit ihres Lebens blieb sie ledig.
Sie war als Kindergärtnerin und Erzählerin in Zürich-Wiedikon tätig.
Gemeinsam mit ihrer Kollegin Louise Müller (1871–1958) veröffentlichte sie 1899 in zwei Bänden unter dem Titel Erzählungen und Märchen in Schweizer Mundart. Für Kinder von 4–7 Jahren die von ihr selbst sowie von anderen Jugendautoren verfasste Kindergeschichten, welche ab der dritten Auflage 1910 mit Illustrationen ergänzt wurden. Bis 1966 erlebte das Buch sechzehn Auflagen.

## Schriften (Auswahl)
- mit Louise Müller: Erzählungen und Märchen in Schweizer Mundart. Orell Füssli, Zürich 1899.